# Roy Wood
Roy Wood, angleški tekstopisec, skladatelj, aranžer, multiinstrumentalist in kantavtor, * 8. november 1946, Kitts Green, Birmingham, Združeno kraljestvo. 
Wood je angleški kantavtor in multiinstrumentalist. Najbolj uspešen je bil v 1960. in 1970. letih kot član skupin The Move, Electric Light Orchestra in Wizzard, za katere je napisal številne hite.
Pri BBC so Wooda označili kot "odgovornega za nekaj najbolj nepozabnih zvokov sedemdesetih let" in "osebo, ki je igrala pomembno vlogo glam rocka, psihedeličnega in progresivnega rocka. Leta 2008 je Wood za svoj prispevek k rocku in popu, prejel častni doktorat univerze Derby. Leta 2015 je bila njegova dolga in eklektična kariera nagrajena z nagrado "Outer Limits" s strani revije Prog.
Leta 2017 je bil Wood sprejet v Hram slavnih rock and rolla kot član skupine Electric Light Orchestra.

## Kariera

### Zgodnja leta
Wood se je rodil v Birminghamu, v predelu Kitts Green, v Združenem kraljestvu. Nekaj časa je krožila legenda, da je Woodovo pravo ime Ulysses Adrian Wood, potem pa se je izkazalo, da si je to legendo izmislil nekdo od bližnjih prijateljev skupine The Move. V začetku 60. let se je pridružil skupini The Falcons, ki jo je zapustil leta 1963 in se pridružil skupini Gerry Levene and the Avengers. Kasneje se je preselil v skupino Mike Sheridan and the Nightriders, ki se je kasneje preoblikovala v skupino The Idle Race. Šolal se je na Moseley College of Art, vendar je bil leta 1964 izključen.

### The Move
Iz te birminghamske baze in ostalih birminghamskih skupin, je bila ustanovljena skupina The Move, ki se je kmalu uvrstila na britansko lestvico singlov. Singl "Night of Fear" je v začetku leta 1967 dosegel 2. mesto lestvice. Tretji hit skupine, "Flowers in the Rain", je bila prva predvajana skladba ob ustanovitvi radia BBC Radio 1 leta 1967, skupina pa se je v treh letih razvila. Po odhodu pevca Carla Wayna iz skupine, je do izraza prišel Woodov vpliv. Leta 1967 je Wood prispeval spremljevalni vokal pri skladbi "You Got Me Floatin'", ki je izšla na albumu skupine The Jimi Hendrix Experience, Axis: Bold as Love.
Wood je bil željan glasbene eksperimentacije in je bil na tem področju eden izmed najbolj progresivnih glasbenikov svojega časa, saj je "pop skupino" popeljal v nova področja. Bil je eden prvih zagovornikov kombiniranja rock and rolla in pop glasbe z drugimi stili, kot so klasična glasba ali zvok big banda, prav tako pa je približal klasična godala in trobilno sekcijo pop glasbi. V začetku leta 1972 je bila Woodova skladba "Songs of Praise" izbrana v ožji izbor šestih možnih skladb za britansko predstavnico na Pesmi Evrovizije 1972. Skladbo, ki je končala na zadnjem mestu s 3842 glasovi, je izvedla skupina The New Seekers. Wood je posnel lastno verzijo skladbe "Songs of Praise", ki je izšla kot b-stran njegovega singla iz 1973, "Dear Elaine".

### Electric Light Orchestra
V času delovanja skupine The Move, je Wood, skupaj s kolegoma iz skupine, Jeffom Lynnom in Bevom Bevanom, ustanovil skupino Electric Light Orchestra, ki je kasneje dosegla velik komercialni uspeh. Prvoten načrt je bil, da bi skupina The Move razpadla konec leta 1970, a sta zaradi pogodbenih obveznosti skupine, ELO in The Move do junija 1972 obstajali sočasno.

### Zgodnji koncerti ELO in ustanovitev skupine Wizzard
Prvi koncerti ELO so bili kaotični in Wood je zaradi naraščajočih napetosti julija 1972 zapustil skupino in ustanovil novo skupino Wizzard, ki so jo sestavljali čelisti, trobilci in večja ritem sekcija s številnimi bobnarji in tolkalci.
Wood je posnemal produkcijski stil Phila Spectorja in uspešno zraven dodal rock and roll začetka 1960. let. Izdal je več solističnih albumov, na katerih je raziskoval različne glasbene smeri. Njegov album iz 1973, Boulders, je skoraj povsem pristen, Wood je oblikoval tudi naslovnico albuma in igral številne različne instrumente. Njegov drugi album, Mustard, ki je izšel leta 1975, je bil manj uspešen, pri snemanju pa sta sodelovala tudi Phil Everly in Annie Haslam.

### Instrumenti
Wood je na svojih albumih igral na številne instrumente kot so kitara, violončelo, flavta, sitar, saksofon, klarinet, kljunasta flavta, oboa, fagot, bobni, tolkala, dude, rog, krumhorn, kontrabas in klaviature.
Julija 1972 je Wood posnel bas na vseh skladbah Diddleyjevega albuma The London Bo Diddley Sessions.

### Obdobje po Wizzardih
Konec 1970. let se je Wood manj pojavljal v javnosti; komercialni uspeh je zbledel, njegovi glasbeni eksperimenti pa se niso ujemali z okusom javnosti, vseeno pa je ostal aktiven kot studijski glasbenik, producent in tekstopisec. Bil je ljubitelj Elvisa Presleyja, vendar mu ni nikoli uspelo, da bi Elvis sprejel katero izmed njegovih skladb. Bil je zaposlen kot tekstopisec za druge izvajalce, na primer skupino Darts. Leta 1976 je posnel skladbi Beatlesov, "Lovely Rita" in "Polythene Pam", ki sta bili uporabljeni v glasbenem dokumentarcu All This and World War II.

### The Wizzo Band in nadaljnje delo
Leta 1977 je ustanovil jazz rock zasedbo Wizzo Band, ki je v živo nastopila le na enem televizijskem in radijskem prenosu BBC-ja. Skupina je razpadla v začetku leta 1978 po odpovedani britanski turneji.
Med letoma 1980 in 1982 je Wood pod svojim imenom in imenom Roy Wood's Helicopters izdal nekaj singlov in pod tem imenom odigral nekaj koncertov. Skupino Roy Wood's Helicopters so sestavljali še kitarist Robin George, klaviaturist Terry Rowley, basist Jon Camp in bobnar Tom Farnell. Izdaja zadnjega teh singlov, "Aerial Pictures", na b-strani katerega je pristala skladba "Airborne", je bila odpovedana zaradi komercialnega neuspeha predhodnikov, zato se je prvič pojavila leta 2006 na kompilaciji Roy Wood – The Wizzard!. "Aerial Pictures" je izšla kot solo singl nekdanjega vokalista skupine The Move, Carla Wayna.
Wood je prav tako posnel singl s Philom Lynottom, Chasom Hodgesom in Johnom Coghlanom, pod imenom The Rockers, z naslovom "We Are The Boys", ki je izšel leta 1983, in igral glavno vlogo pri dobrodelnem koncertu Birmingham Heart Beat Charity Concert 1986, ki ga je prenašal BBC. Poleg oblikovanja logotipa koncerta, je Wood nastopil med izvajalci, kjer so nastopili tudi Electric Light Orchestra in The Moody Blues.
Po izdaji albuma Starting Up (1987), priredbi hita "1-2-3" in gostovanju pri eni skladbi albuma Time Machine, Ricka Wakemana, se je Wood odpravil na turnejo s skupino Roy Wood's Army. Leta 1989 je skupaj z Jeffom Lynnom napisal in posnel skladbi "If You Can't Get What You Want" in "Me and You", ki nista nikoli izšli.
Wood je imel z vsemi skupinami več kot 20 singlov, ki so se uvrstili na britansko lestvico singlov, vključno s tremi prvouvrščenimi hiti. Njegova najbolj predvajana skladba je singl skupine Wizzard, "I Wish It Could Be Christmas Everyday". Leta 1995 je izdal novo živo verzijo skladbe s skupino "Roy Wood Big Band", ki se je uvrstila na 59. mesto lestvice, leta 2000 pa je skupaj z Mikom Battom in skupino The Wombles združil skladbi "I Wish It Could Be Christmas Everyday" in hit Womblesov "Wombling Merry Christmas" v eno skladbo, ki se je uvrstila na 22. mesto lestvice. Za božič 2007 se je Wood pojavil v reklami za Argos, kjer je odigral vlogo divjega soseda, ki na kitaro igra skladbo "I Wish It Could Be Christmas Everyday". Skladba se je ponovno pojavila na lestvici, kjer je dosegla 16. mesto. Skladba ni več na voljo v fizični obliki, ampak le še za prenos preko spleta.
V zadnjem času igra Wood s skupino Roy Wood Rock & Roll Band na občasnih koncertih v Združenem kraljestvu. Okrog božiča 2009 in 2011 so bili spremljevalna skupina na koncertih Status Quo.

## Osebno življenje
Wood trenutno živi v Ashbournu, Derbyshire.

## Diskografija

### Studijski albumi
- Boulders (1973)
- Mustard (1975)
- On the Road Again (1979) – ni izšel v Združenem kraljestvu
- Starting Up (1987)[37][41][42]

### Sodelovanje
- Bi Diddley – The London Bo Diddley Sessions (1973)

### Kompilaciji
- The Singles (1982) – (37. mesto britanske lestvice)
- Music Book (2011)

### Singli
- "When Gran'ma Plays the Banjo" (1972)
- "Dear Elaine" (1973) – (18. mesto britanske lestvice)
- "Forever" (1973) – (8. mesto britanske lestvice)
- "Goin' Down the Road" (1974) – (13. mesto britanske lestvice)
- "Oh What a Shame" (1975) – (18. mesto britanske lestvice)
- "Look Thru' the Eyes of a Fool" (1975)
- "Any Old Time Will Do" (1976)
- "Keep Your Hands on the Wheel" (1978)
- "(We're) On the Road Again" (1979)
- "Rock City" – Helicopters (1980)
- "Sing Out the Old........Bring in the New" (1980)
- "Green Glass Windows" – Roy Wood's Helicopters (1981)
- "Down to Zero" (1981)
- "It's Not Easy" (1982)
- "O.T.T." (1982)
- "We are the Boys (Who Make All the Noise)" – The Rockers (1983)
- "Under Fire" (1985)
- "Sing Out the Old – Bring in the New" (1985)
- "Raining in the City" (1986)
- "1–2–3" (1987)[37]

### Sodelovanja pri singlih
- "Dance Around the Maypole" – Acid Gallery (1969)
- "I Never Believed in Love" – Annie Haslam in Roy Wood (1977)
- "Hong Kong Swing" – Cruella de Ville (1984)
- "Waterloo" (1986) – Doctor and the Medics feat. Roy Wood (1986) – (45. mesto britanske lestvice)
- "I Wish It Could Be Christmas Everyday" – Roy Wood Big Band (1995) – (59. mesto britanske lestvice)
- "I Wish It Could Be A Wombling Merry Christmas Everyday" – The Wombles in Roy Wood (2000) – (22. mesto britanske lestvice)
- "My Christmas Card To You" – The Shooting Stars (2009)[37]

### Woodove skladbe, ki so jih posneli drugi izvajalci
- "Aerial Pictures" – Carl Wayne
- "Ball Park Incident" - The Flashcubes
- "Blackberry Way" – The New Seekers, Gotthard, Tom Northcott, Marillion, the Wonder Stuff, the Flashcubes, Red Shoes
- "Brontosaurus" – The Supernaturals, Tim Curry, Cheap Trick, the Flashcubes
- "California Man" – Cheap Trick, Jim Davidson, Nancy Sinatra, Drake Bell
- "Caroline" – The Casuals
- "Colourful Lady" – Carl Wayne
- "Curly" - The Flashcubes
- "Ella James" – The Nashville Teens
- "Farewell" – Ayshea Brough
- "Fire Brigade" – The Fortunes, Liquor Giants, the Romans
- "Flowers in the Rain" – Nancy Sinatra, Carl Wayne in Magnum, Kaiser Chiefs, Claude François, Strange Hobby
- "Forever" - The Flashcubes
- "Givin' Your Heart Away" – Carl Wayne, the Flashcubes
- "Green Glass Windows" - The Flashcubes
- "Hazel Eyes" – Neil Reid, Carl Wayne
- "Hello Susie" – Amen Corner, the Flashcubes
- "Hot Cars" – Carl Wayne
- "I Can Hear the Grass Grow" – Blues Magoos, The Fall, Status Quo, Jellyfish, You Am I, The Grip Weeds, The Flashcubes
- "(Here We Go Round) The Lemon Tree" – The Idle Race, Jason Crest, Ant-Bee
- "I Never Believed in Love" – Annie Haslam
- "I Wish It Could Be Christmas Everyday" – Les Fradkin, Sarah Brightman, Eve Graham, Frank Sidebottom, Jive Bunny and the Mastermixers, Flash Cadillac & the Continental Kids, Paul Brooks, Tweenies, Die Toten Hosen, Wilson Phillips, Nick Lowe, Leona Lewis
- "On Top of the World" - The Flashcubes
- "Rock 'N' Roll Tonight" – Cheap Trick
- "Rockalise – To Alison" – Annie Haslam
- "See My Baby Jive" – Flash Cadillac & the Continental Kids, Showaddywaddy, Jive Bunny and the Mastermixers
- "Songs of Praise" – The New Seekers, Husky
- "The Rain Came Down on Everything" - The Flashcubes
- "Tonight" – The New Seekers
- "Whisper in the Night" – Graham Bonnet
- "Wild Tiger Woman" - The Flashcubes
- "Yellow Rainbow" – The Rockin' Berries

### Kronologija
- The Move (1968) – The Move
- Shazam (1970) – The Move
- Looking On (1970) – The Move
- Message from the Country (1971) – The Move
- The Electric Light Orchestra (1971) – Electric Light Orchestra
- ELO 2 (1973) – Electric Light Orchestra
- Wizzard Brew (1973) – Wizzard
- Boulders (1973) – Solo
- Introducing Eddy and the Falcons (1974) – Wizzard
- Mustard (1975) – Solo
- Super Active Wizzo (1977) – Wizzo Band
- On The Road Again (1979) – Solo
- Starting Up (1987) – Solo
- Main Street (2000) – Wizzard